# Bryum ericoides
Bryum ericoides är en bladmossart som beskrevs av Dickson 1801. Bryum ericoides ingår i släktet bryummossor, och familjen Bryaceae. Inga underarter finns listade i Catalogue of Life.